# Ewa Wiśnierska
Ewa Wiśnierska, née le 23 décembre 1971 à Nysa, en Pologne, est une parapentiste allemande, vice-championne du monde de sa discipline en 2005. Elle est également connue pour avoir survécu à une ascension incontrôlable de plus de 9 000 m jusqu'à une altitude de près de 10 000 m à l'intérieur d'un cumulonimbus et avoir ainsi survécu au froid, au gel, à la foudre, et au manque d'oxygène.

## L'accident
Le 14 février 2007, à Manilla, Australie, les services météorologiques annoncent des orages violents. Malgré ces prévisions, Ewa Wiśnierska, qui s'entraîne alors pour les championnats du monde de 2007, décide de voler. Elle est prise au piège lorsque deux cellules orageuses fusionnent.
Elle est soudainement emportée à une altitude de 9 946 mètres, partant d'une altitude de 760 m, par un courant ascendant dans un orage où règne, selon les services australiens de météo, une température de −50 °C. Le GPS mesurera des vitesses verticales de +20 m/s (77 km/h) en montée et de −33 m/s (118 km/h) en descente. Les autorités et l'équipe d'Ewa Wiśnierska pouvaient suivre son parcours ascensionnel grâce à son équipement GPS, son tracklog, et sa radio. Cernée d'éclairs, des grêlons de 15 cm de diamètre la frappent et il fait nuit en plein jour. Lors de son ascension qui dure moins d'une quinzaine de minutes, Ewa Wiśnierska perd connaissance. Elle aurait dû en principe décéder par manque d'oxygène, mais le froid fait entrer son corps en hibernation ; ainsi, étant évanouie, son corps n'a eu besoin que de peu d'oxygène : ces deux facteurs auront pour conséquence de lui sauver la vie. Elle restera pendant près de 45 minutes à décrire un large cercle à une altitude comprise entre 9 000 et 10 000 m. Mais, à cause de la glace, son parapente décroche et elle chute à une vitesse d'environ 60 m/s. À 6 900 mètres, son parapente va se déployer à nouveau. Elle revient à elle juste après sa chute, vers 6 000 m d'altitude et peut ainsi se poser sans encombre près d'une ferme à 60 km du point de décollage. Sa combinaison est couverte de glace, Ewa présente des gelures aux oreilles et au bas des jambes, à des endroits frappés par la grêle. Elle n'a cependant passé qu'une heure en observation à l'hôpital.
Le même jour, le parapentiste chinois He Zhongpin perd la vie après avoir été également emporté par le nuage. D'après l'autopsie, il aurait été frappé par un éclair. Son corps sera retrouvé 75 km plus loin.
Ewa Wiśnierska a, peu après cet incident exceptionnel, repris sa carrière sportive. Elle fut classée no 1 mondial féminine du parapente en 2008 et remportera notamment le championnat d'Europe cette même année.

## Filmographie
En 2010, un film documentaire, Miracle in the Storm réalisé par Guy Norris et Leo Farber, relatera l'aventure d'Ewa Wiśnierska. Ce film a été récompensé du Prix spécial du jury lors de l'édition 2011 des Écrans de l'aventure, le festival international du film d'aventure de Dijon.